# Lauben (Oberallgäu)
Pour les articles homonymes, voir Lauben.
Lauben est une commune de Bavière (Allemagne), située dans l'arrondissement d'Oberallgäu, dans le district de Souabe.